# أنظمة إطفاء الحريق
أنظمة إطفاء الحريق (بالإنجليزية: Fire Fighting Systems)‏ هي أنظمة تصمم لأطفاء الحريق في منشأة أو مبنى ما بطريقة أوتوماتيكية.
- الأنظمة الثابتة للإطفاء الأوتوماتيكي بالماء ويوجد منها عدة أنواع نذكر منها :
  - مرشات الماء
  - الرذاذ
  - الفوم
- أنظمة الإطفاء الأوتوماتيكية الثابتة العاملة على المسحوق الكيميائي الجاف
- أنظمة الإطفاء الأوتوماتيكية الثابتة العاملة على غاز ثاني أوكسيد الكربون CO2
- أنظمة الإطفاء الأوتوماتيكية الثابتة العاملة على الغازات النظيفة وهي على عدة أنواع منها : الهليوم - النتروجين - ...